# Eurovision Dance Contest 2010
Eurovision Dance Contest 2010 skulle ha varit den tredje upplagan av Eurovision Dance Contest. Egentligen skulle tredje tävlingen hållits 2009 men på grund av deltagarbrist beslöt den Europeiska radio- och TV-unionen (EBU) att vänta med tävlingen ett år. Tävlingen var planerad att hållas i Baku, Azerbajdzjan. När ett år gått meddelade EBU att tävlingen har nu skjutits på framtiden. Tävlingen hölls därför aldrig under 2010.

### Fotnoter
1. ↑  ”3rd Eurovision Dance Contest postponed to 2010” (på engelska). Arkiverad från originalet den 30 maj 2009. https://web.archive.org/web/20090530181852/http://www.eurovisiondance.tv/page/news?id=2913&_t=3rd+Eurovision+Dance+Contest+postponed+to+2010. Läst 29 maj 2009.